# NGC 5208
NGC 5208 (również PGC 47637 lub UGC 8519) – galaktyka soczewkowata (S0), znajdująca się w gwiazdozbiorze Panny. Odkrył ją William Herschel 23 stycznia 1784 roku. Jest to galaktyka z aktywnym jądrem typu LINER.